# 十文字チキンカンパニー
十文字チキンカンパニー（じゅうもんじチキンカンパニー）は岩手県に本社を置く、鶏肉を一貫生産する会社。種鶏農場、孵卵場、肥育農場、解体加工場、バイオマス発電所を擁している。

## 沿革
- 1950年（昭和25年）- 十文字健助が中学を卒業し、鶏の飼育を開始。
- 1960年（昭和35年）- 本格的な鶏舎を建設し、採卵養鶏を開始。
- 1964年（昭和39年）- ブロイラーの飼育に転換。
- 1975年（昭和50年）- 有限会社十文字養鶏を設立。
- 1976年（昭和51年）- 株式会社十文字ブロイラーを設立。
- 1978年（昭和53年）- 有限会社久慈ブロイラーサービスを設立。
- 1979年（昭和54年）- 有限会社二戸コンポスト、および有限会社小久慈食品を設立。
- 1984年（昭和59年) - 有限会社十文字種鶏孵卵場を設立。
- 1989年（平成元年）
  - 岩手農協チキンフーズ株式会社を設立。
  - トーメンと共同で、ブラジルにフランゴ・メヌー・ブラジル社を設立。
  - 有限会社チキンテックを設立。
- 1991年（平成3年）- 株式会社十文字チキンカンパニーに社名変更。
- 1992年（平成4年）-「菜彩鶏」の販売を開始。
- 1993年（平成5年）- フランゴ・メヌー・ブラジル社を事業移管。
- 2001年（平成13年）-「鶏王」の販売を開始。
- 2006年（平成18年）- 十文字チキンカンパニーに十文字二戸フーズ・十文字バイオアペックス・十文字ブリーダーズ・十文字久慈フーズを合併。
- 2013年（平成25年）-「楽鶏」の販売を開始。
- 2016年（平成28年）- バイオマス発電所の稼働を開始[2]。
- 2017年（平成29年）
  - プライフーズ株式会社との共同出資により、株式会社PJ二戸フーズを設立[3]。
  - 久慈工場の大規模増設完了[4]。
- 2018年（平成30年）- 丸善食品工業株式会社（本社：東京都板橋区）との業務提携により、株式会社十文字丸善スープを設立[5]。
- 2024年（令和6年）- 岩手農協チキンフーズ株式会社を吸収合併。

## 銘柄鶏
- 菜彩鶏（さいさいどり）
- 楽鶏（らくどり）
- 鶏王（とりおう）- 2020年3月生産終了

## 事業所
- 久慈工場 - 岩手県久慈市
- 八幡平工場 - 岩手県八幡平市
- 九戸孵卵場 - 岩手県九戸郡九戸村
- 山形孵卵場 - 岩手県久慈市
- バイオマス発電所 - 岩手県九戸郡軽米町
- 軽米コンポスト - 岩手県九戸郡軽米町
- 山形コンポスト - 岩手県久慈市

## 関連会社
- 株式会社PJ二戸フーズ（岩手県二戸市）- プライフーズとの共同事業。
- 株式会社十文字丸善スープ（岩手県久慈市）- 丸善食品工業との共同事業。